# Lasino
Lasino es una localidad y comune italiana de la provincia de Trento, región de Trentino-Alto Adigio, con 1.277 habitantes.

## Evolución demográfica
| Gráfica de evolución demográfica de Lasino entre 1861 y 2001 |
|                                                              |
| Fuente ISTAT - elaboración gráfica de Wikipedia              |